# Aspöja slåtteräng
Aspöja slåtteräng este o arie protejată (arie specială de conservare — SAC, sit de importanță comunitară — SCI) din Suedia întinsă pe o suprafață de 0,3 ha, integral pe uscat.

## Localizare
Centrul sitului Aspöja slåtteräng este situat la coordonatele 58°25′36″N 16°57′24″E / 58.4267°N 16.9567°E.

## Înființare
Situl Aspöja slåtteräng a fost declarat sit de importanță comunitară în ianuarie 2002 pentru a proteja un număr necunoscut de specii din flora spontană și fauna sălbatică aflate în arealul zonei. Situl a fost protejat și ca arie specială de conservare în martie 2011.

## Biodiversitate
Situată în ecoregiunea boreală, aria protejată conține 1 habitat natural: Fânețe de joasă altitudine (Alopecurus pratensis, Sanguisorba officinalis).
La baza desemnării sitului se află un număr nedeclarat de specii protejate.